# Bãi Khem
Bãi Khem, tên gọi khác là bãi Kem, là một trong những bãi biển đẹp nhất thành phố đảo Phú Quốc, tỉnh Kiên Giang, Việt Nam

## Vị trí địa lý
Bãi Khem nằm phía nam đảo Phú Quốc, thuộc phường An Thới, cách phường Dương Đông khoảng 25 km. Từ An Thới, đi về phía Đông khoảng 2 km để đến bãi Khem. Từ bãi Sao có một lối nhỏ dài khoảng 2 km có thể đi đến bãi Khem.

## Đặc điểm
Bãi Khem mang hình vòng cung, có nhiều khối đá nhô lên trên bãi cát, nước biển trong xanh có thể nhìn xuống tận đáy. Bãi cát thoai thoải, trắng và mịn nổi bật lên giữa hai sườn rừng cây xanh.
Bãi Khem thu hút khách du lịch với vẻ hoang sơ, tĩnh lặng, không ồn ào náo nhiệt như các bãi biển khác trên đảo Phú Quốc.
Người dân chài xung quanh sinh sống, đánh bắt cá tạo ra không khí lao động tươi vui, chân thật cho những du khách thích khám phá vẻ đẹp cuộc sống bình dị.
Ở cuối Bãi Khem còn có Giếng Tiên, mặc dù nằm sát biển nhưng giếng vẫn không bị nhiễm mặn. Điều lạ kì là dù khi cả thủy triều lên thì nơi đây vẫn không bị nhiễm  mặn hay cạn nên có nhiều câu chuyện xoay quanh cái giếng này. Chỉ là một mạch nước nhỏ, nhưng dù cho có lấy đi bao nhiêu nước, thì cái hồ trên không bao giờ cạn.

## Món ăn đặc sản
Do nằm ngay làng chài nên hải sản ở bãi Khem rất tươi ngon. Trong đó, món ăn nổi tiếng nhất là món gỏi cá trích. Món gỏi cá trích ở bãi Khem thơm ngon và đặc biệt rẻ hơn những nơi khác. Đây là một món ăn không thể bỏ qua của các du khách khi đến với bãi Khem.

## Tiềm năng phát triển
Từ năm 2009 trở về trước, bãi Khem thuộc quyền quản lý của Quân đội. Do đó, Bãi Khem không có trong bản đồ du lịch, cũng như không được du khách biết đến. Bãi Khem vẫn còn hoang sơ và chỉ xuất hiện các quán ăn tự phát. Sau khi Quân đội không còn quản lý khu vực này, bãi Khem đã được cân nhắc đầu tư và quy hoạch hợp lý, với những dự án du lịch chất lượng cao với vốn đầu tư cho mỗi hecta đất từ 2 triệu USD trở lên.